# Art pop
Art pop (napisano tudi kot art-pop ali artpop) je ohlapno opredeljen slog pop glasbe, ki je nastal pod vplivom pop arta in njegovega mešanja "visoke" in "nizke" kulture in ki poudarja manipuliranje z znaki, slogom in izgledom namesto osebnega izražanja. Ustvarjalci art pop glasbe lahko delujejo pod vplivom postmodernih pristopov ali raznih umetniških teorij, poleg drugih oblik umetnosti, kot so moda, filmi in avantgardna literatura. Lahko odstopajo od tradicionalnih poslušalcev popa in običajev rock glasbe ter namesto tega raziskujejo status pop glasbe kot komercialne umetnosti, pojme ustvarjanja in jaza ter vprašanja zgodovinske avtentičnosti.

## Zgodovina
Sredi 1960. let so britanski in ameriški glasbeniki, kot so Brian Wilson, Phil Spector in The Beatles, začeli v svoje ustvarjanje vključevati ideje gibanja pop art. Angleški art pop glasbeniki so se zgledovali po študiju na umetniških šolah, v ZDA pa so črpali navdih predvsem iz umetnosti Andyja Warhola in z njim povezane skupine The Velvet Underground, pa tudi iz kantavtorskega gibanja folk glasbe. Slog se je najbolj razvnel v 1970. letih med izvajalci glam rocka, kot so bili David Bowie in Roxy Music, ki so se igrali s teatralnostjo.
Tradicija art popa se je nadaljevala v pozna 1970. in tudi 1980. leta skozi zvrsti, kot sta post-punk in synthpop, in se naprej razvijala, predvsem z izvajalci, ki so zavračali uporabo običajnih rock glasbil in strukture pesmi zavoljo plesne glasbe in sintesajzerja. V 2010. letih so se razvili novi trendi art pop gibanja: hip-hop izvajalci so uporabljali elemente vizualnih umetnosti, ustvarjalci vaporwavea so raziskovali podrobnosti sodobnega kapitalizma in Interneta ipd.